# اوزومه ۱۰۸۰۴
سیارک ۱۰۸۰۴ (به انگلیسی: 10804 Amenouzume، نامگذاری:1992WN3) ده هزار و هشتصد و چهارمین سیارک کشف شده‌است که در ۲۳ نوامبر ۱۹۹۲ کشف شد.
قدر مطلق سیارک برابر ۱۳٫۳۰ است.